# イトミミズ

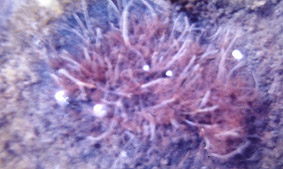
汚染された川に住むイトミミズ(1990年頃、フランス北部アー川)

イトミミズ（糸蚯蚓）は、環形動物門貧毛綱イトミミズ科に属するミミズの一種(学名 Tubifex tubifex)、もしくはイトミミズ科に属するミミズの総称である。
河川や湖沼の指標生物にされる。

## 生態
主に、下水管の中や側溝、水田などに集団で生息している。生命力が強く、基本的にどこでも生息できる。
水質が悪化しても生存可能で、短時間なら無酸素状態でも生きられる。
世界各地に分布している。
乾燥にも強く、水が無くなると塊になって身を守るので、多少水が少ない場所でも生きていける。
雌雄同体で、有性生殖による繁殖を行う他、破片分離と呼ばれる体の分離からの単為生殖も行う。

## 種類
- イトミミズTubifex tubifex
- エラミミズBranchiura sowelbyi
- ユリミミズLimmodrilus socialis
- ウィリーイトミミズLimmodrilus willeyi
- モトムライトミミズLimmodrilus motomurai

## 飼育
土や砂の中に潜って尻を出しながら（呼吸しながら）沈殿した有機物を食べる生活をしているため、細かい低床を必要とする。底に何もないベアタンクで飼育すると、潜り込もうとする習性からお互いに絡み合い、ダマになって中心部が酸欠で死亡する。数時間で水質が悪化するのはこのためである。ペットショップでは水道水を滴下して掛け流す方法が勧められる事が多いが、これは大量購入大量消費を前提とした、いくら死んでも構わないというやり方であり、長期間の飼育、繁殖を考えているものではない。餌はほうれん草パウダー、青汁、イースト菌など、バクテリアや植物プランクトンと同サイズの有機物が用いられる。ただし、沈殿するものでなければならない。個人レベルでの飼育・繁殖であれば、浅い水底に枯れ草や落ち葉、腐葉土等を敷き、肥沃な水田や池などの土を(少量であればある程度同じ所に固めて)入れてやれば、自然と発生し繁殖する。

## 利用
水棲動物の餌、釣りの餌
魚や両生類などといった水生生物の餌として利用することもある。釣り餌でも使われボッタとよばれコイやフナ等を釣る時に使われる。
試験
溶存酸素量を調べるのに、赤色のヘモグロビン様の色素を持ったものは体内に酸素を蓄える能力があることから、酸素が足りない基準とする指標生物として利用する。
農業
水田の土壌育成にも一役買っており、一年を通して豊かな土を作るため冬場も田に水を張っている冬期湛水が行われる。水田では、頭を土に突っ込み土の中の有機物や微生物を食べて、水中の尾から排泄する。これらは、水田の底に膨軟層（通称：トロトロ層）という柔らかい層を作るとともに、出芽深度が浅いコナギやホタルイなどの雑草の種を埋めて繁殖を抑制する。また、同時に土壌が攪拌され、栄養分が底層や表面水への放出される。